# Mom and Dad (How I Met Your Mother)
Mom and Dad (o traducido como "Mamá y papá") es el décimo episodio de la novena temporada de la serie de televisión de CBS How I Met Your Mother y el episodio número 194 en total.

## Reparto
| - Josh Radnor como Ted Mosby. - Jason Segel como Marshall Eriksen. - Cobie Smulders como Robin Scherbatsky. - Neil Patrick Harris como Barney Stinson. - Alyson Hannigan como Lily Aldrin. - Cristin Milioti como La Madre (ausente) - Bob Saget como Futuro Ted Mosby (voz, no acreditado) | - John Lithgow - Jerome Whittaker - Sherri Shepherd - Daphne - Frances Conroy - Loretta Stinson - Wayne Brady - James Stinson - Ben Vereen - Sam Gibbs - Billy Zabka - Él mismo - Marshall Manesh - Ranjit |

## Trama
El sábado a las 3 p. m., 27 horas antes de la boda, Barney y Robin tratan de encontrar a alguien para oficiar su boda tras la súbita muerte del anterior ministro. James salva el día cuando llega con su padre, Sam, quien es ministro y accede a realizar la ceremonia. El padre de Barney, Jerome, llega con su esposa. Barney, después de ver que Jerome y Loretta aún se llevan bien después de todos estos años, se emociona ante la posibilidad de volver a estar juntos los dos. Para ello hace a Ranjit conducir a su madrastra lejos y arregla para que Jerome y Loretta estén atrapados en un ascensor juntos en el cual les proporciona una cena con champán y les empapa con agua en un esfuerzo por conseguir que se quiten la ropa. Ellos se da cuenta de lo que está haciendo Barney y se niegan a ir más lejos. James rápidamente rescata a los dos antes de revelar a Barney que quiere que Loretta se reúna con Sam. Pronto los dos se enteran de que Sam y Loretta en realidad han reanudado su relación desde que el grupo encontró a Sam en Long Island. Mientras que Barney está inicialmente molesto, Robin le convence de que James necesita a su padres juntos otra vez más después de todo lo que ha perdido recientemente. Barney acepta y da su bendición a Sam y Loretta.
Como el padrino de boda, Ted es encargado con una fotografía autografiada de Wayne Gretzky que Barney planea dar a Robin como regalo de bodas. Cuando la tinta de caligrafía de Ted se derrama en la foto, tiene tres principales sospechosos que incluyen a Billy Zabka quien puede haberlo hecho para tratar de recuperar la posición de padrino de boda de Ted. Sin embargo, Ted es dicho que Zabka estaba recibiendo un masaje en ese momento. Cuando se descuentan los otros dos sospechosos, Lily convence a Ted que está siendo paranoico y que su negligencia causó el accidente. Cuando limpia la tinta de la fotografía, sin embargo, Lily encuentra que es en realidad una fotografía de Zabka, mientras que Ted descubre que era en realidad Jerome recibiendo el masaje en nombre de Zabka. Lily tacklea a Billy y se enfrentan a él; él confiesa que los papeles de «malo» que interpretó en la década de 1980 lo condujeron a ser vilipendiado y ser temporalmente promocionado a padrino de una boda fue una rara afirmación de su carácter, y tenía la intención de ser el 'chico bueno' encontrando un reemplazo para la foto. Se da cuenta, sin embargo, que eso le permitió ser realmente un malo y se disculpa. Ted decide contarle a Barney la versión de Billy de los acontecimientos, aunque Barney no reasigna los deberes de padrino de boda.
Daphne y Marshall finalmente se llevan bien juntos, pero humor de Daphne se amarga después de que su hija, tras escuchar que Daphne podría perderse su discurso de modelo de Naciones Unidas, dice que no venga; esto revela que la historia Daphne dijo a Marshall en Minneápolis no era realmente una mentira como ella había dicho. Daphne explica que su hija, que vive con el exmarido de Daphne, no entiende que Daphne dedica tiempo para sostener a su familia. Marshall insiste en llevarla al recital del discurso, al que llegan a tiempo, creyendo correctamente que la hija de Daphne le perdonará mientras ella aparezca. Daphne está orgullosa cuando su hija da un discurso agresivo que elogia al petróleo y denuncia al ecologismo; Marshall, sintiéndose intranquilo, dice adiós a Daphne y continua su viaje con Marvin al Farhampton.
En el cierre del episodio, Jerome encuentra con éxito la limusina de Ranjit y exige recuperar a su esposa (él denunció su desaparición a la policía).

## Música
- «I'm Gonna Be (500 Miles)» - The Proclaimers
- «Sabotage» - Beastie Boys

## Recepción
Donna Bowman de The A.V. Club calificó al episodio con una B+.
Bill Kuchman de Popculturology señaló la falta de La Madre como el mayor problema del show ahora, diciendo: «una vez que hemos visto a La Madre, y con cada vez más que ella está en un episodio, resulta más difícil volver a un episodio en el que ella no está».
Max Nicholson de IGN dio al episodio 5.0/10, diciendo que desperdició otra media hora de la semana de la boda con tres historias mediocres.
Angel Cohn en Television Without Pity dio al episodio una D.